# Прентисс (округ)
Округ Прентисс (англ. Prentiss County) — округ штата Миссисипи, США. Население округа на 2000 год составляло 25 556 человек. Административный центр округа — город Бунвилл.

## История
Округ Прентисс основан в 1870 году.

## География
Округ занимает площадь 1074.8 км2.

## Демография
Согласно переписи населения 2000 года, в округе Прентисс проживало 25556 человек (данные Бюро переписи населения США). Плотность населения составляла 23.8 человек на квадратный километр.